# Bolvir
Bolvir település Spanyolországban, Girona tartományban. Bolvir Guils de Cerdanya, Puigcerdà, Ger és Fontanals de Cerdanya községekkel határos. Lakosainak száma 497 fő (2024).

## Népesség
A település népessége az elmúlt években az alábbi módon változott:
| Lakosok száma | 264  | 364  | 282  | 298  | 218  | 276  | 378  | 373  | 369  | 497  |
|               | 1717 | 1887 | 1936 | 1960 | 1986 | 2004 | 2009 | 2014 | 2019 | 2024 |